# Bonobo
Bonobo (Pan paniscus), trước đây còn gọi là tinh tinh lùn, là một loài tinh tinh lớn trong chi Tinh tinh. Loài này có chân tương đối dài, đôi môi màu hồng, mặt tối và chùm đuôi thành búi thông qua tuổi trưởng thành, và lông dài trên đầu. Bonobo được tìm thấy trong một khu vực 500.000 km2 lưu vực sông Congo ở Cộng hòa Dân chủ Congo, Trung Phi. Là loài ăn tạp và sống ở các khu rừng sơ cấp và thứ cấp, bao gồm cả rừng đầm lầy ngập nước theo mùa.

## Đặc điểm
Các khác biệt về giải phẫu giữa tinh tinh thông thường và bonobo là không đáng kể, nhưng trong hành vi tình dục và cộng đồng thì các khác biệt này rất rõ nét. Tinh tinh thông thường là loài ăn tạp, chúng có thể có hành vi săn mồi bằng một đội quân các con đực do một con đực đầu đàn dẫn đầu và có quan hệ cộng đồng rất phức tạp. Trái lại, bonobo chủ yếu là loài ăn thực vật và có quan hệ tình dục quân bình, mẫu hệ và bừa bãi. Lớp da mặt, hai bàn tay và hai bàn chân ở cả hai loài có màu từ hồng tới rất sẫm nhưng nói chung thì sáng hơn ở các cá thể non và trở thành sẫm màu hơn khi trưởng thành. Bonobo có tay dài hơn, thân hình khẳng khiu, mảnh khảnh và duyên dáng hơn, và chúng có xu hướng có dáng đứng thẳng trong phần lớn thời gian.
Bonobo theo chế độ mẫu hệ, con cái có xu hướng chung thống trị con đực bằng cách hình thành các liên minh để kiểm soát con đực. Cấp bậc trong hệ thống phân cấp trong bầy đàn của con đực thường được quyết định bởi thứ hạng của mẹ mình.
Cùng với tinh tinh thông thường, bonobo là loài con tồn tại tương đối bà con gần gũi nhất với con người. Bởi vì hai loài tinh tinh không phải là các vận động viên bơi lội thành thạo, sự hình thành của sông Congo 1.5-2 triệu năm trước đây có thể dẫn đến sự biệt hóa của hai loài tinh tinh. Chúng sinh sống ở phía nam của sông, và do đó được tách ra từ tổ tiên của tinh tinh thông thường, sinh sống ở phía bắc của con sông. Không có dữ liệu cụ thể về số lượng các quần thể, nhưng ước tính là giữa 29.500 và 50.000 cá thể. Loài này được liệt kê là loài bị đe dọa trong Sách đỏ IUCN và đang bị đe dọa hủy diệt môi trường sống và tăng trưởng dân số và sự di chuyển của con người, mặc dù săn trộm thương mại là mối đe dọa nổi bật nhất. Nó thường sống 40 năm trong điều kiện nuôi nhốt, mặc dù tuổi thọ của nó trong tự nhiên chưa được biết rõ.

## Từ nguyên
Mặc dù còn có tên là "tinh tinh lùn", bonobo không nhỏ lắm khi so sánh với tinh tinh. Từ "lùn" có thể đề cập đến người lùn sống ở cùng khu vực. Tên "bonobo" xuất hiện lần đầu tiên năm 1954, khi Eduard Paul Tratz và Heinz Heck đề xuất nó như là một thuật ngữ mới cho tinh tinh lùn. Tên này được cho là một lỗi chính tả từ thị trấn Bolobo trên sông Congo. Tên này cũng được cho có nghĩa là "tổ tiên" trong một ngôn ngữ Bantu tuyệt chủng.

## Môi trường sống và phân bố
Bonobo chỉ được tìm thấy ở phía nam của sông Congo và phía bắc của sông Kasai (một nhánh của sông Congo), trong các khu rừng ẩm của Cộng hòa Dân chủ Congo ở Trung Phi.

## Hình ảnh

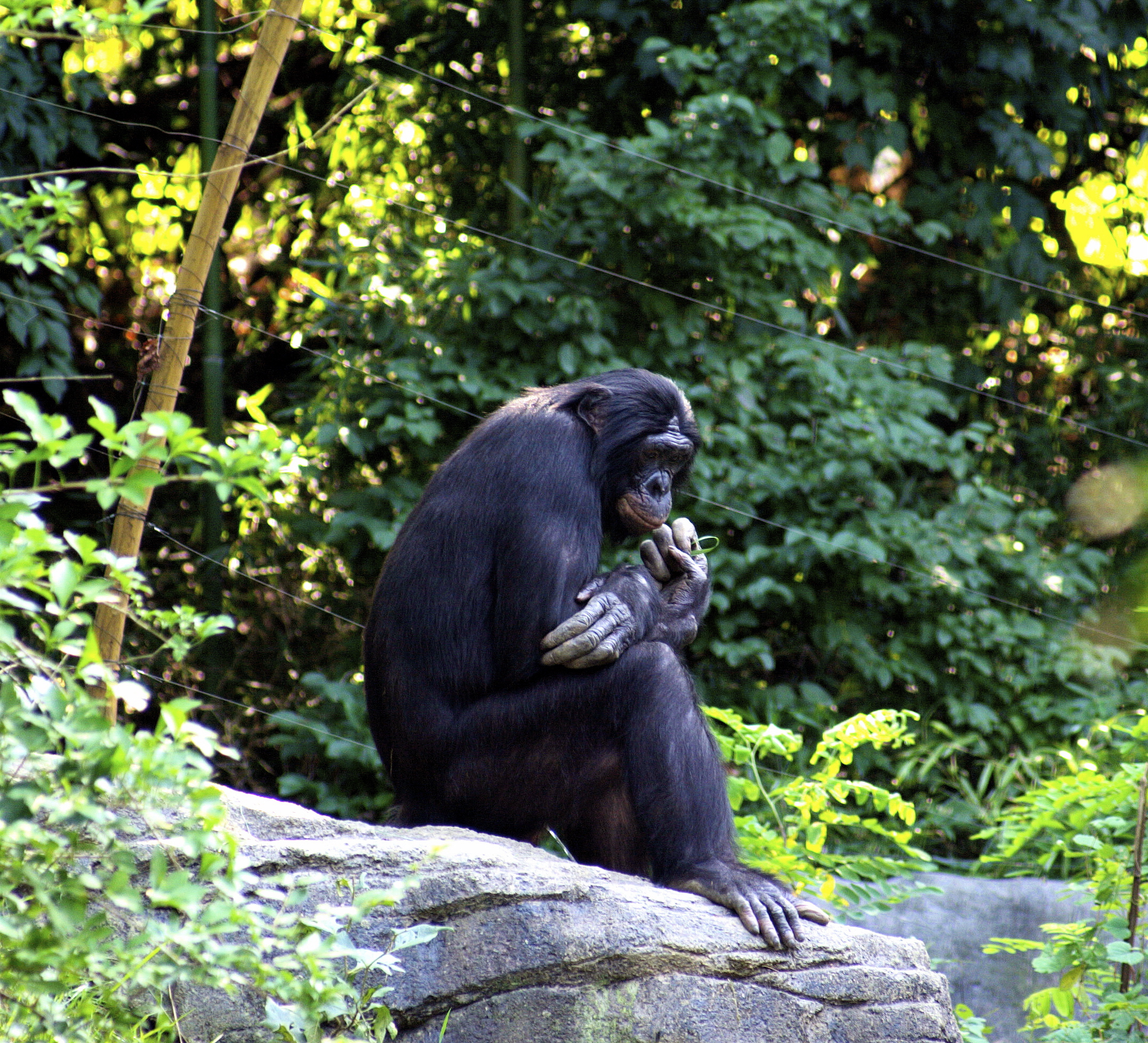
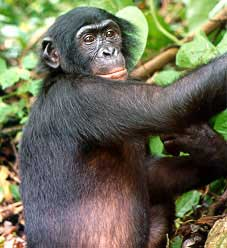
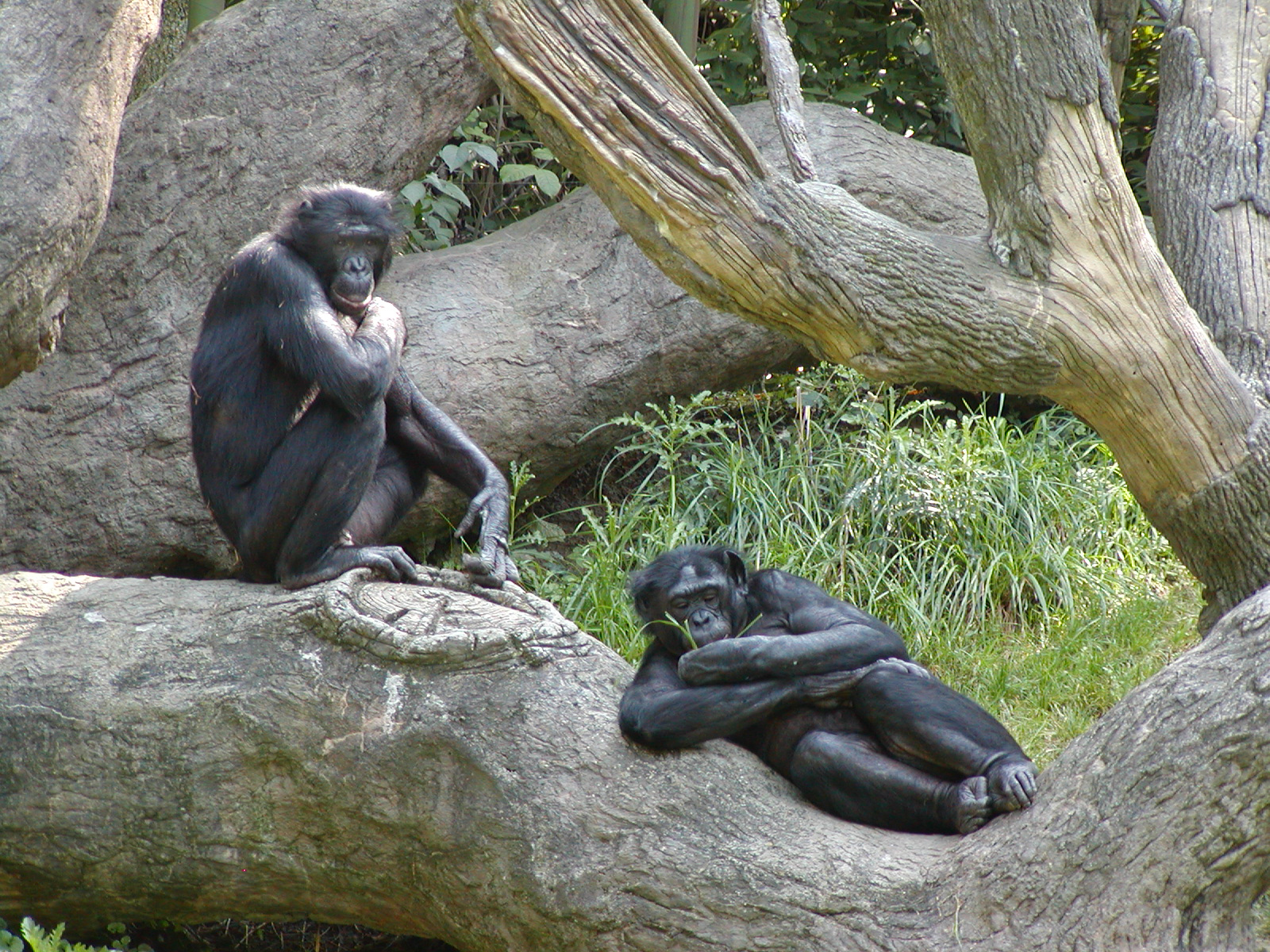
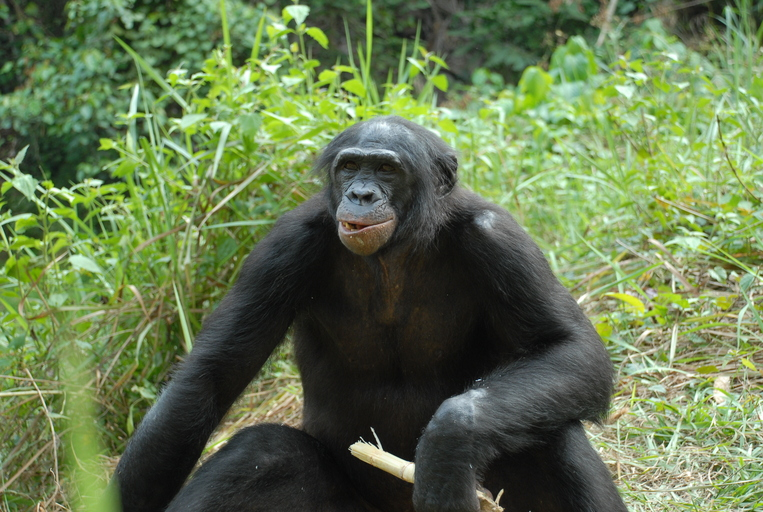
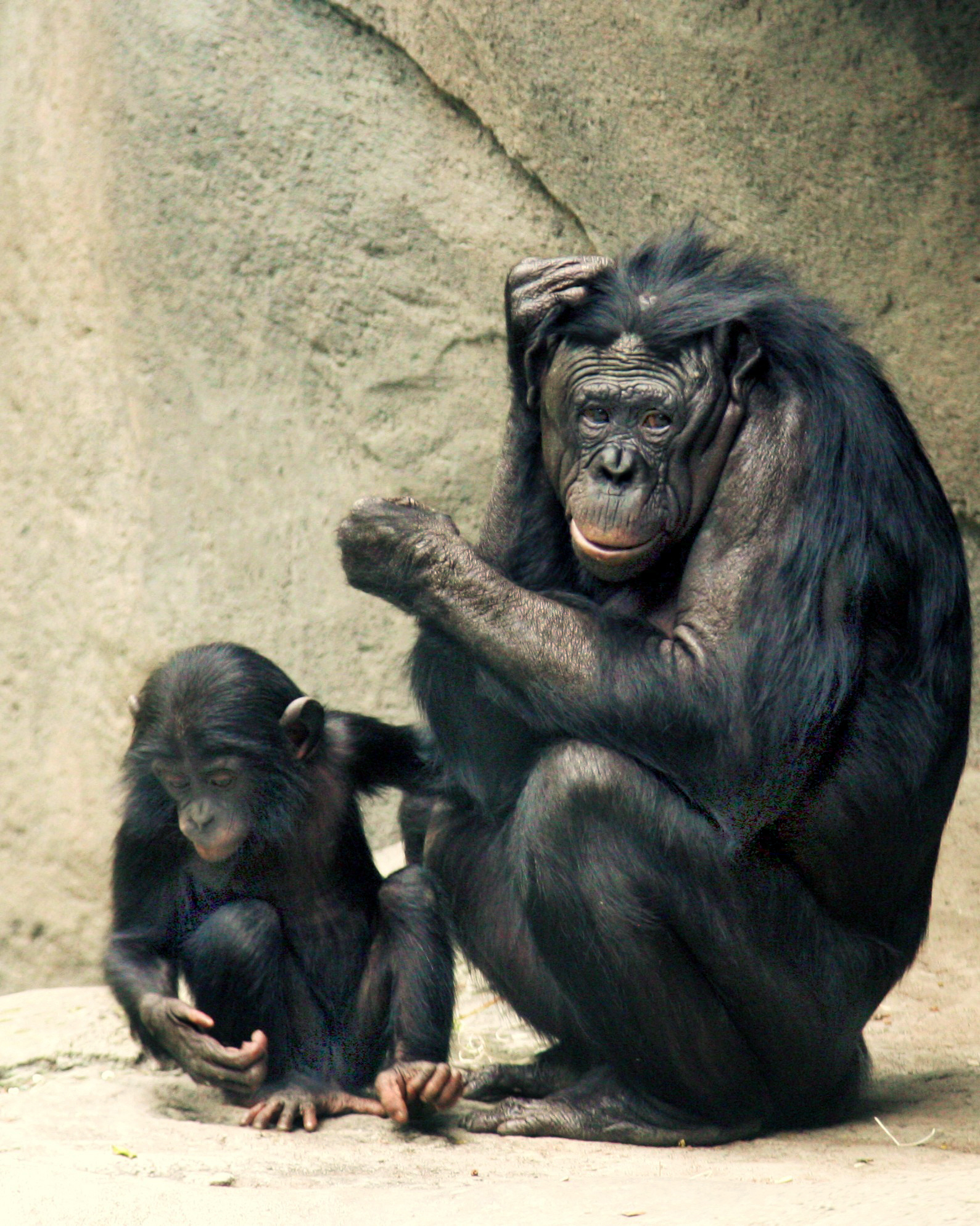
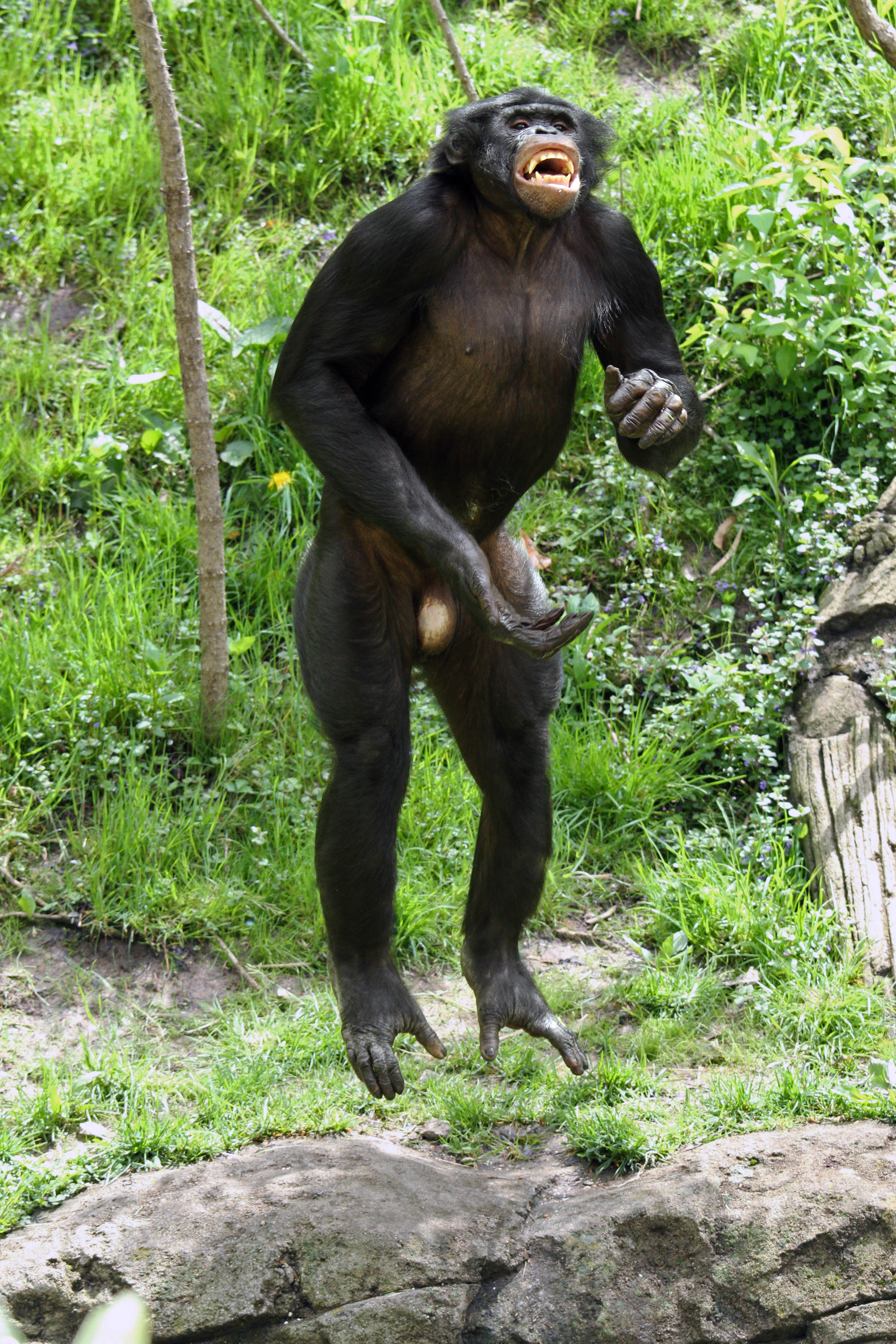
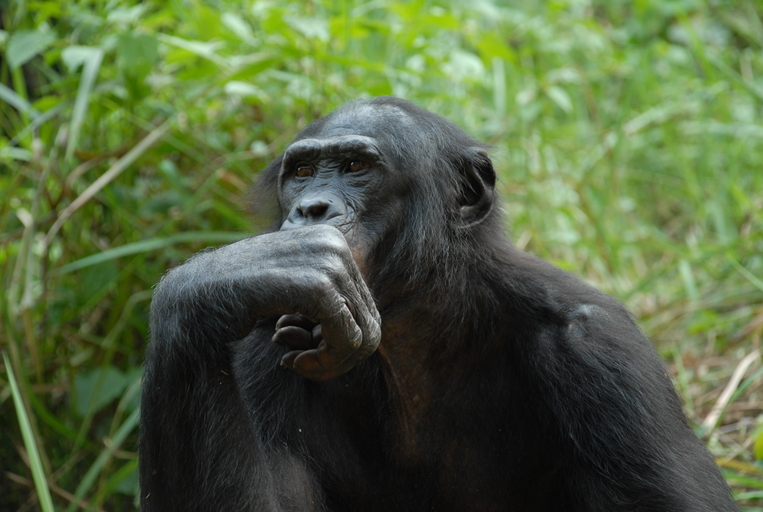
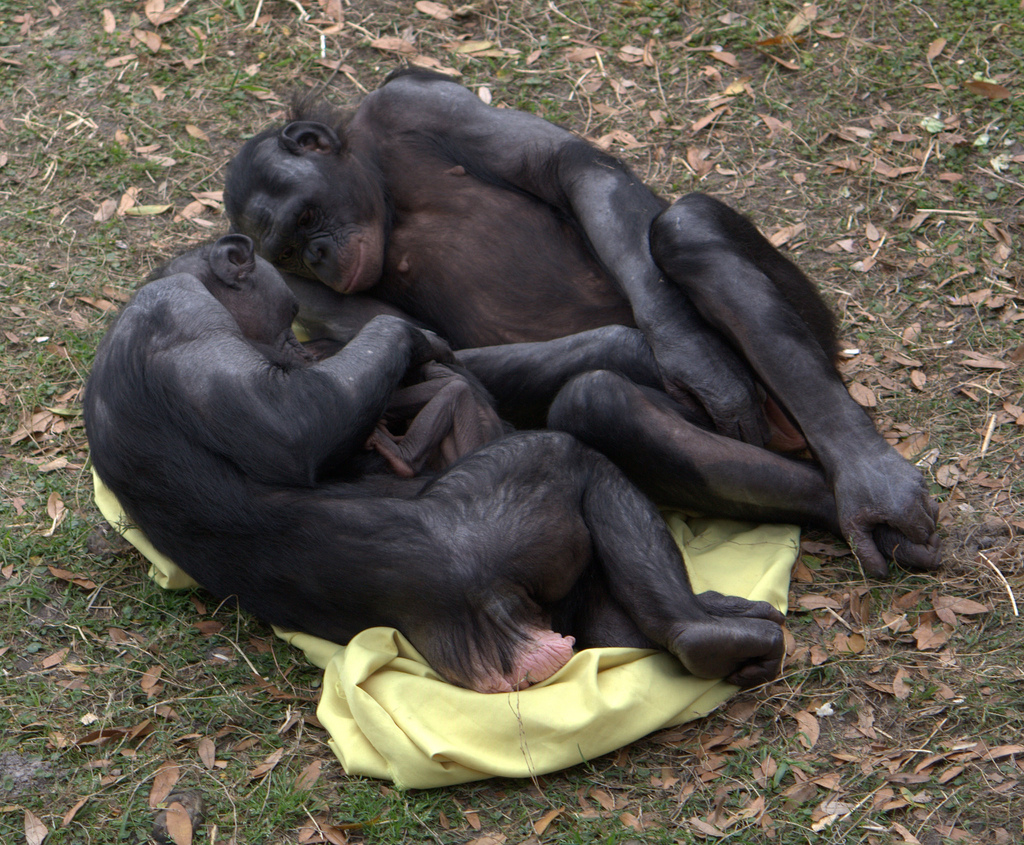
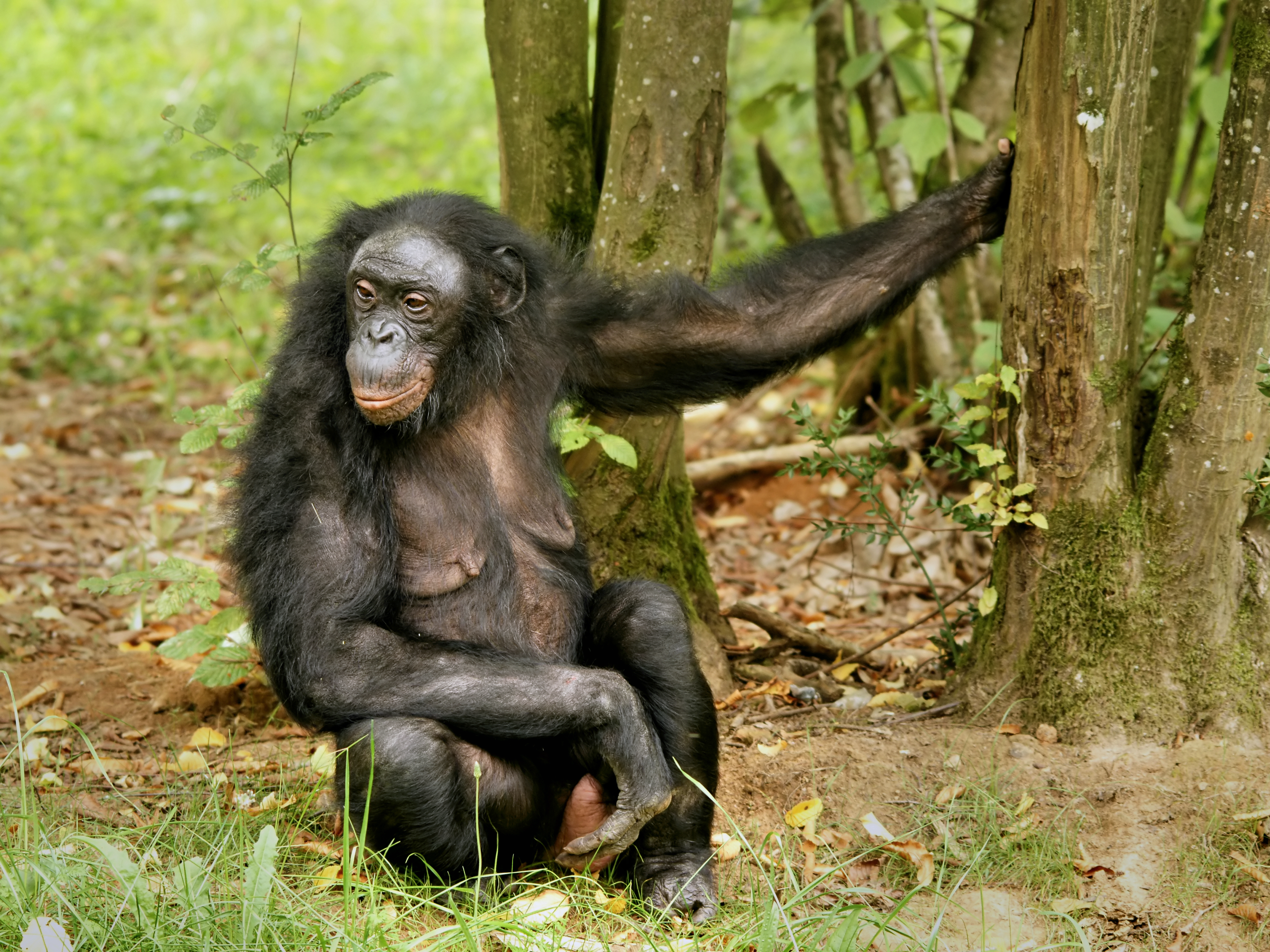